# Garden Acres
Garden Acres est une census-designated place (CDP) du comté de San Joaquin en Californie, aux États-Unis.

## Démographie
| 2000  | 2010   | - | - | - | - |
| ----- | ------ | - | - | - | - |
| 9 747 | 10 648 | - | - | - | - |